# 交響曲第8番 (ヴィラ＝ロボス)
交響曲第8番は、エイトル・ヴィラ＝ロボスが1950年に作曲した交響曲。

## 概要
ヴィラ＝ロボスは1950年に、リオデジャネイロで本作を作曲した。初演は1955年1月14日に、ニューヨークのカーネギー・ホールにおいて作曲者自身の指揮、フィラデルフィア管弦楽団の演奏により行われた。ヨーロッパ初演はそのすぐ後の1955年3月15日にパリのサル・ガヴォーで行われた。奏者はパリ音楽院の演奏協会管弦楽団で、やはりヴィラ＝ロボスが指揮台に上った。曲は『ニューヨーク・タイムズ』紙の音楽評論家オーリン・ダウンズへと献呈された。
この時期のヴィラ＝ロボスは愛国的な要素の使用を控えめにしており、本作にもブラジル色が明らかな材料はほとんど用いられていない。形式的にも伝統的な交響曲の方法論に依拠する部分が大きく、構造の堅固さが印象に残る。とはいえ、その中にも滲み出てくる作曲者の個性により、曲を耳にすればすぐさまヴィラ＝ロボスの作品であると認識可能である。

## 楽器編成
ピッコロ2、フルート2、オーボエ2、コーラングレ、クラリネット2、バスクラリネット、ファゴット2、コントラファゴット、ホルン4、トランペット4、トロンボーン4、チューバ、ティンパニ、タムタム、シンバル、シロフォン、チェレスタ、ハープ2、ピアノ、弦五部。

## 楽曲構成
全4楽章で構成される。演奏時間は約25分。楽章の構成は『Villa-Lobos, sua obra』と『Latin American Music Center』では次のように記載されている。
1. Andante
2. Lento (assai)
3. Allegretto scherzando
4. Allegro (giusto)

一方、cpoのCD（CPO 999 517-2）に付属のライナーノーツ、及び録音のトラック分けは次のようになっている。第1楽章の区分けが細かくなっている以外は、概ね上述のヴィラ＝ロボス作品カタログと一致している。
1. Andante – Allegro – Tempo I
2. Lento assai
3. Allegro giusto
4. Molto allegro

エンヤールは終楽章でイタリア語の綴りである「giusto」に代えてポルトガル語の「justo」をあてがい、若干異なる表記を示している。
1. Andante – Allegro
2. Lento
3. Allegretto scherzando
4. Allegro justo

## 関連文献
- Béhague, Gerard. 1994. Villa-Lobos: The Search for Brazil's Musical Soul. Austin: Institute of Latin American Studies, University of Texas at Austin, 1994. ISBN 0-292-70823-8.
- Béhague, Gerard. 2001. "Heitor Villa-Lobos' Symphonies No. 6 and No. 8, and Suite pour cordes". Booklet accompanying Heitor Villa-Lobos: Symphonies 6 & 8, 16–24 (also in German and French translations, 4–13 and 27–36, respectively). SWR Radio-Sinfonieorchester Stuttgart, Carl St. Clair, cond. Recorded 17–21 February 1997 and 18 April 2000, Stadthallle Sindelfingen. CD recording. 1 disc, 12 cm, stereo. CPO 999 517-2.
- Salles, Paulo de Tarso. 2009. Villa-Lobos: processos composicionais. Campinas, SP: Editora da Unicamp. ISBN 978-85-268-0853-9.